# Wassili Wassiljewitsch Ziblijew
Wassili Wassiljewitsch Ziblijew (russisch Василий Васильевич Циблиев, wiss. Transliteration Vasilij Vasil'evič Cibliev; * 20. Februar 1954 in Priwetnoje, Oblast Krim, Russische SFSR, Sowjetunion) ist ein sowjetischer und russischer Offizier und ehemaliger russischer Kosmonaut.

## Leben
Wassili Ziblijew ist ein Generalleutnant der russischen Luftwaffe. 1975 schloss er die Militärflugschule in Charkow und 1987 die Militärakademie der Luftstreitkräfte „J. A. Gagarin“ ab.
Ziblijew besuchte zweimal die Raumstation Mir, 1993 mit Sojus TM-17 und 1997 mit Sojus TM-25.
Nach seinem Ausscheiden aus dem aktiven Kosmonautenkader wurde er stellvertretender Leiter des Flugleitzentrums, um dann im April 2000 der Stellvertretende Leiter des Juri-Gagarin-Kosmonautentrainingszentrums zu werden, wo er für das Flug- und Weltraumtraining verantwortlich war. Im September 2003 wurde er dann zum Leiter des Trainingszentrum ernannt. Am 26. März 2010 ging er in den Ruhestand, sein Nachfolger wurde Sergej Krikaljow.
Ziblijew ist verheiratet und hat zwei Kinder.